# Ezequiel Díaz
Ezequiel Díaz (Buenos Aires, 2 de septiembre de 1990) es un actor argentino.

## Trayectoria

### Televisión
| Año  | Título                    | Rol / Personaje | Canal        |
| ---- | ------------------------- | --------------- | ------------ |
| 2001 | 22 (el loco)              |                 | El Trece     |
| 2003 | Rincón de luz             | Amir            | Canal 9      |
| 2003 | Mujeres en rojo: Fama     | Novio           | Telefe       |
| 2004 | Epitafios                 | Novio de Sofía  | HBO/El Trece |
| 2006 | Soy tu fan                | Pablo Hasan     | Canal 9      |
| 2011 | Televisión x la inclusión | Ep: " Acosada"  | Canal 9      |
| 2012 | Ruta misteriosa           | Gigo            | TV Pública   |
| 2016 | La Leona                  | El Turco        | Telefe       |

### Cine
| Año  | Título                            | Rol / Personaje | Dirección                 | Notas        |
| ---- | --------------------------------- | --------------- | ------------------------- | ------------ |
| 2004 | Vida en Marte                     |                 | Néstor Frenkel            |              |
| 2004 | Palermo Hollywood                 | Rubén           | Eduardo Pinto             |              |
| 2005 | Haluros de plata                  | Martín          | Martín Jakubowicz         | Cortometraje |
| 2005 | De boca en boca                   | Ricardo         | Santiago Buonasena        | Cortometraje |
| 2005 | Algunos las prefieren gorditas    | Ricardo         | Anja Carolin Saavedra-Lux | Cortometraje |
| 2007 | El pasado                         | Joven gimnasio  | Héctor Babenco            |              |
| 2009 | Andrés no quiere dormir la siesta | Alfredo         | Daniel Bustamante         |              |
| 2009 | Sangre del Pacífico               | Martín          | Boy Olmi                  |              |
| 2010 | Malasangre                        | Montonero       | Paula Hernández           | Cortometraje |
| 2010 | También la lluvia                 | Bruno           | Icíar Bollaín             |              |
| 2013 | Por un tiempo                     | Amigo           | Gustavo Garzón            |              |
| 2014 | El crítico                        | Chef            | Hernán Guerschuny         |              |
| 2015 | La patota                         | Rudy            | Santiago Mitre            |              |
| 2020 | Emilia                            | Manuel          | César Sodero              |              |
| 2022 | Atando cabos                      | Leandro         | Walter Tejblum            |              |